# Delinquent Habits (album)
Albums de Delinquent Habits
Here Come the Horns
(1998)
Singles
1. Tres Delinquentes
Sortie : 1996
2. Lower Eastside
Sortie : 1996
3. What It Be Like
Sortie : 1996
4. Underground Connection
Sortie : 1996

Delinquent Habits est le premier album studio des Delinquent Habits, sorti le 4 juin 1996.
Tous les titres sont produits par O.G. Style, à l'exception de The Realm, produit par Eric Bobo.
L'album s'est classé 31e au Top R&B/Hip-Hop Albums et 74e au Billboard 200.

## Liste des titres
| No  | Titre                                                      | Contient un (des) sample(s) de                                                   | Durée |
| --- | ---------------------------------------------------------- | -------------------------------------------------------------------------------- | ----- |
| 1.  | Tres Delinquentes (featuring Sen Dog)                      | The Lonely Bull d'Herb Alpert and The Tijuana Brass 3 Lil' Putos de Cypress Hill | 4:16  |
| 2.  | Lower Eastside                                             | The Champ des Mohawks                                                            | 3:45  |
| 3.  | Juvy                                                       | Voices Inside (Everything Is Everything) de Donny Hathaway                       | 3:45  |
| 4.  | What It Be Like                                            | It's Your Thing des Cold Grits                                                   | 3:57  |
| 5.  | I'm Addicted                                               | Is It Him or Me de Jackie Jackson Hot Pants de James Brown                       | 3:37  |
| 6.  | The Realm                                                  |                                                                                  | 2:53  |
| 7.  | S.A.L.T. (Shit Ain't Like That)                            | Four Play de Fred Wesley and The Horny Horns                                     | 3:34  |
| 8.  | Good Times                                                 | Lonely Soul de Freddie Hubbard Lay Lady Lay des Byrds                            | 3:27  |
| 9.  | Break 'Em Off                                              | When the Shit Goes Down de Cypress Hill                                          | 3:20  |
| 10. | What's Real Iz Real                                        |                                                                                  | 3:20  |
| 11. | If You Want Some                                           |                                                                                  | 4:05  |
| 12. | Another Fix                                                | This Is Soul de Paul Nero Best of My Love des Emotions                           | 3:42  |
| 13. | Underground Connection (featuring Hurricane G. et Sen Dog) |                                                                                  | 4:25  |
| 14. | When the Stakes Are High                                   |                                                                                  | 3:25  |